# Dyscritothamninae
Dyscritothamninae Panero, 2005 è una sottotribù di piante spermatofite dicotiledoni appartenenti alla famiglia Asteraceae (sottofamiglia Asteroideae, tribù Millerieae).

## Etimologia
Il nome scientifico di questa sottotribù deriva al suo genere tipo Dyscritothamnus B.L. Rob., ed è stato definito per la prima volta dal botanico americano José L. Panero nella pubblicazione "Phytologia; Designed to Expedite Botanical Publication. New York - 87(1): 10" nel 2005.

## Descrizione
Le specie di questa sottotribù sono delle erbe perenni; in alcuni casi è presente anche un habitus arbustivo.
Le foglie lungo il caule sono disposte in modo opposto, qualche volta sono alternate; sono picciolate o sessili (in alcune specie sono perfogliate). La forma della lamina varia da lineare a ovata, raramente è deltata/astata oppure lobata. La consistenza può essere semisucculente. La superficie fogliare è trinervata, qualche volta con venature singole o disposte in modo pennato.
Le infiorescenze sono formate da capolini, discoidi o radiati, solitari oppure disposti in aperte cime corimbose o panicolate. I capolini normalmente sono formati da un involucro composto da diverse squame (o brattee) al cui interno un ricettacolo fa da base ai fiori di due tipi: quelli esterni del raggio e quelli più interni del disco. Gli involucri sono a forma di spirale, o altre forme (da campanulati a emisferici). Le squame sono raccolte in modo embricato in 1 - 5 serie; possono essere subuguali oppure scalate in altezza. Il ricettacolo, provvisto di pagliette, ed ha una forma da convessa a conica.
Formula fiorale: per queste piante viene indicata la seguente formula fiorale:
* K 0/5, C (5), A (5), G (2), infero, achenio
I fiori sono tetraciclici (a cinque verticilli: calice – corolla – androceo – gineceo) e pentameri (ogni verticillo ha 5 elementi). I fiori del raggio sono femminili, raramente sono neutri; qualche volta le corolle sono debolmente bilobate e in genere sono colorate di giallo. I fiori del disco sono ermafroditi; nei capolini discoidi i fiori più esterni sono zigomorfi con tre lobi abassiali allargati (genere Tridax); le corolle sono colorate di giallo, rosa, verde o bianco.  Il calice è ridotto ad una coroncina di squame.
L'androceo è formato da 5 stami con filamenti liberi e antere saldate in un manicotto circondante lo stilo. Le appendici delle antere sono da lanceolate a ovate, qualche volta sono ampiamente deltate; possono essere provviste oppure no di tricomi ghiandolari.
Il gineceo ha un ovario uniloculare infero formato da due carpelli. Lo stilo è unico e con due stigmi nella parte apicale. I due stigmi sono percorsi da ampie, parallele superfici stigmatiche (raramente queste sono fuse). Le appendici degli stigmi sono da corte a prominenti con forme da subulate a cilindriche e sono papillose.
I frutti sono degli acheni con pappo. La forma degli acheni è da obconica a obpiramidale, in qualche caso è quadrata. La superficie può essere da sparsamente a densamente pubescente; qualche volta è provvista di creste multiple colorate di nero o argento sericeo. Il pappo è formato da setole piumose o barbate, raramente è formato da scaglie con o senza proiezioni piumose. Raramente è assente: in alcune specie gli acheni dei fiori del raggio sono provvisti di piccoli pappi oppure sono del tutto privi.

## Biologia
- Impollinazione: l'impollinazione avviene tramite insetti (impollinazione entomogama).
- Riproduzione: la fecondazione avviene fondamentalmente tramite l'impollinazione dei fiori (vedi sopra).
- Dispersione: i semi cadendo a terra sono successivamente dispersi soprattutto da insetti tipo formiche (disseminazione mirmecoria).

## Distribuzione e habitat
Le specie di questa sottotribù sono distribuite quasi unicamente tra il Messico e gli Stati Uniti d'America. L'habitat più tipico sono le zone montagnose. Nella tabella sottostante è indicata la distribuzione specifica per ogni genere.

## Tassonomia
La famiglia di appartenenza del genere (Asteraceae o Compositae, nomen conservandum) è la più numerosa del mondo vegetale, comprende oltre 23000 specie distribuite su 1535 generi (22750 specie e 1530 generi secondo altre fonti). La sottofamiglia Asteroideae è una delle 12 sottofamiglie nella quale è stata suddivisa la famiglia Asteraceae, mentre Millerieae è una delle 21 tribù della sottofamiglia. La tribù Millerieae a sua volta è suddivisa in 8 sottotribù (Dyscritothamninae è una di queste).

### Filogenesi
La circoscrizione di questa sottotribù è stata definita insieme a quella di Jaegeriinae e comprende taxa con base cromosomica 2n = 18 che erano stati trattati nelle Galinsoginae da Robinson nel 1981 e successivamente raccolti in un ben definito clade da Paneo e altri nel 1999 diverso dalle Galinsoginae in quanto dotate di numeri cromosomici con base 2n = 16. Da un punto di vista filogenetico le Dyscritothamninae sono “gruppo fratello”  delle Melampodiinae, mentre la loro monofilia è ben supportata.
Il numero cromosomico delle specie di questo gruppo varia da 2n = 18, 20, 22, 40.

### Composizione della sottotribù
Questa sottotribù comprende 5 generi e circa 43 specie.
| Genere                          | N. specie  | Distribuzione                          |
| ------------------------------- | ---------- | -------------------------------------- |
| Bebbia Greene, 1885             | 2 spp.     | Messico e USA (sud ovest)              |
| Cymophora B.L. Rob., 1907       | 4 - 5 spp. | Messico e Venezuela                    |
| Dyscritothamnus B.L. Rob., 1922 | 2 spp.     | Messico                                |
| Tetragonotheca L., 1753         | 4 spp.     | Messico (del nord) e USA (del sud)     |
| Tridax L., 1753                 | 30 spp.    | Neotropicale (una specie pantropicale) |

### Chiave per i generi
Per meglio comprendere ed individuare i vari generi della sottotribù l'elenco seguente utilizza il sistema delle chiavi analitiche:
- Gruppo 1A: le squame dell'involucro sono dimorfiche, quelle esterne sono 4 valvate e ampiamente deltate;

genere Tetragonotheca.
- Gruppo 1B: le squame dell'involucro sono disposte in modo embricato, subuguali o scalate in altezza (non sono valvate) e sono da 5 a più numerose;

- Gruppo 2A: i fiori sia del raggio che del disco hanno le corolle colorate di bianco o bianco-crema;

genere Cymophora.
- Gruppo 2B: i fiori del raggio e del disco hanno le corolle colorate in modo contrastante, se le corolle dei fiori del raggio sono bianche, allora le corolle dei fiori del disco sono gialle, giallo-verde oppure rosa;

- Gruppo 3A: l'habitus delle piante è arbustivo, nerboruto con molto rami e per lo più con poche foglie; i capolini sono discoidi e le corolle sono colorate di giallo-arancio;

genere Bebbia.
- Gruppo 3B: l'habitus delle piante è erbaceo annuale o perenne, se arbustivo, allora l'habitus è con pochi rami e tante foglie; i capolini hanno una forma radiata o discoide, se sono discoidi, allora le piante hanno le foglie che sono glaucescenti con forme lineari;

- Gruppo 4A: le foglie sono disposte in modo alterno;

genere Dyscritothamnus.
- Gruppo 4B: le foglie sono disposte in modo opposto;

genere Tridax.

## Alcune specie

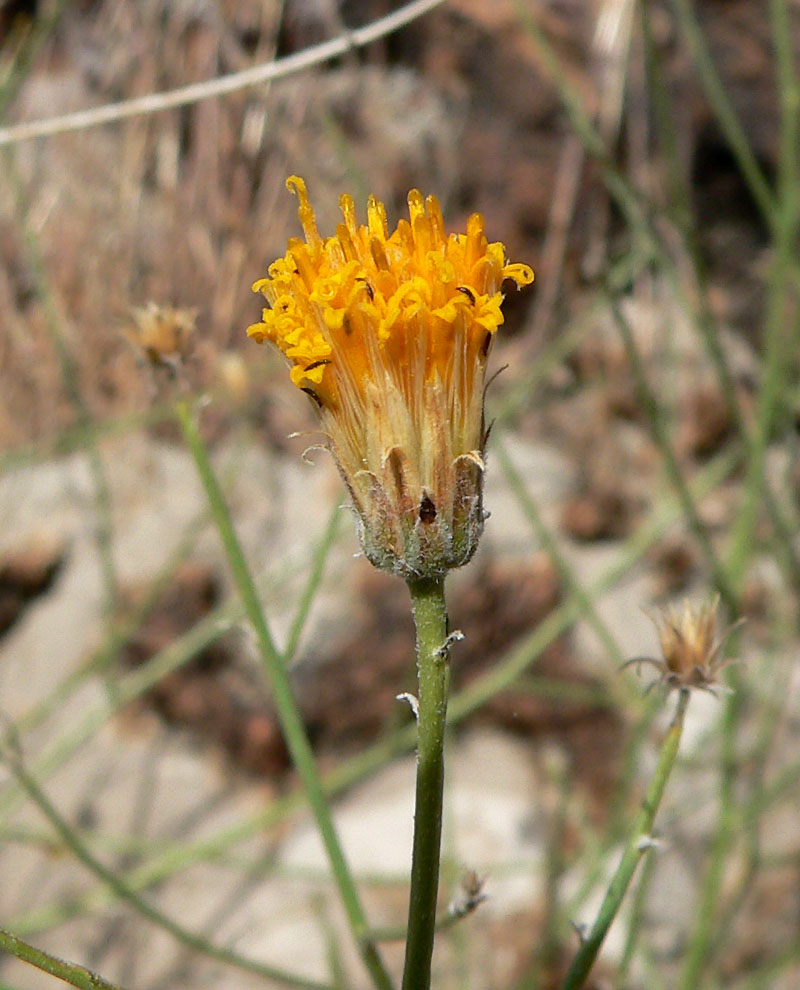
Bebbia juncea
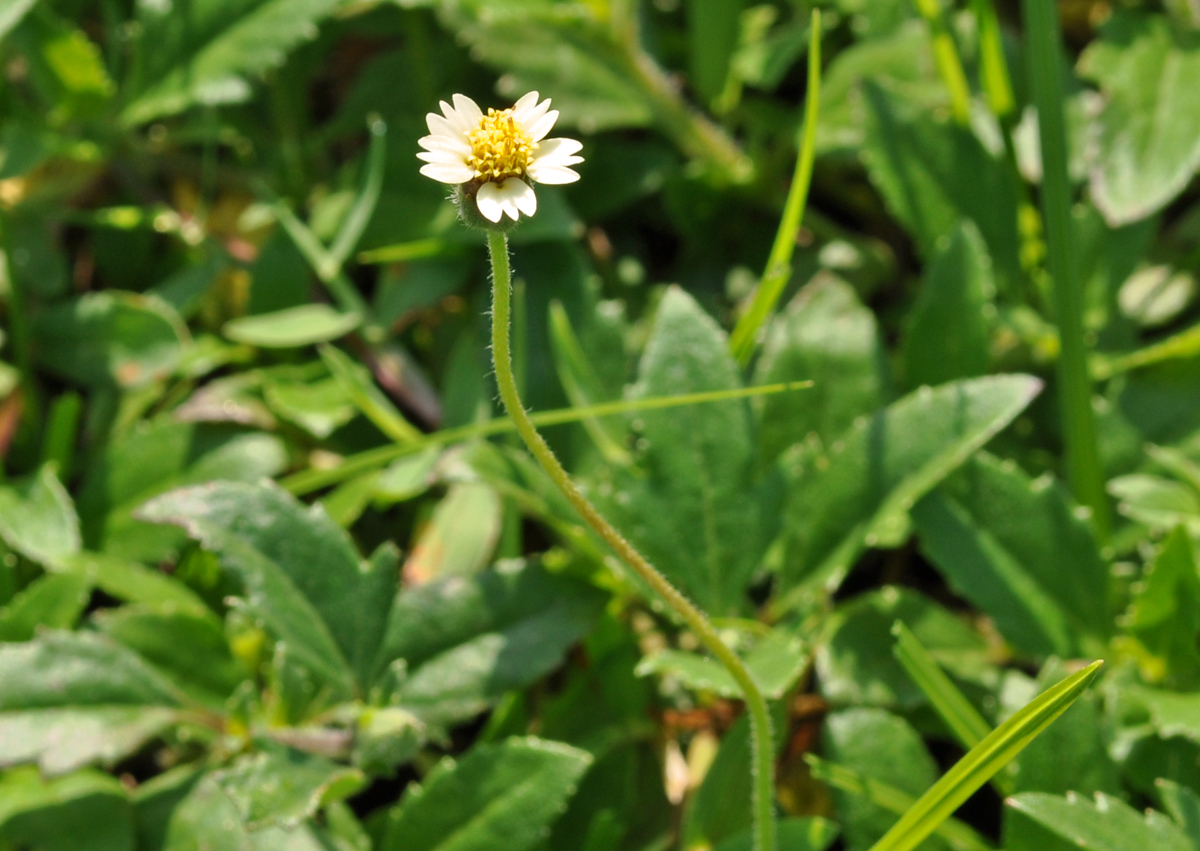
Tridax procumbens